# Abre los ojos y mira
Abre los ojos y mira (también estilizado como Abre los ojos... y mira) fue un programa de televisión dedicado al entretenimiento, el cual estaba producido por La Fábrica de la Tele y se emitió en Telecinco entre el 7 de septiembre de 2013 y el 8 de febrero de 2014. Este formato de emisión semanal (sábados a las 22:00 horas) estaba presentado por Emma García y copresentado por Alfonso Merlos.

## Historia
A finales del mes de julio de 2013, Mediaset España anunció la preparación de un programa llamado Abre los ojos... y mira, un formato de entretenimiento con Emma García para el prime time de los sábados. Este hecho se debió a que el programa El gran debate había perdido una parte importante de su audiencia debido a la competencia del programa de corte similar laSexta Noche, desapareciendo de la parrilla de Telecinco el 31 de agosto de 2013.
Finalmente, Abre los ojos y mira se estrenó el sábado 7 de septiembre de 2013 en horario de máxima audiencia (prime time), con periodicidad semanal y de la mano de Emma García.
Durante las navidades de 2013/2014, el programa dejó de emitir durante tres semanas que, emitiéndose películas en su lugar.
Finalmente, tras registrar unos datos de audiencia nada fructíferos durante sus veinte entregas, la cúpula directiva de Mediaset España acordó cancelar junto a la productora el espacio y, en su lugar, ser sustituido por nuevas entregas de Hay una cosa que te quiero decir, para así intentar levantar su franja de máxima audiencia de los sábados. Así, Abre los ojos y mira emitió su último programa el 8 de febrero de 2014

## Formato
El formato fue planteado para que mezclara los géneros dating show (ayudar a personas encontrar pareja), talent show (demostración de talentos y habilidades por parte de personas anónimas) y reality show (sección "No seas pesado", en la que un grupo de personas con sobrepeso se debía someter a un programa de alimentación asesorado por un equipo de médicos, dietistas y psicólogos), con otras secciones que completarían el programa. Entre ellas se encontraba una sección solidaria, a través de la cual podían acudir personas que quisieran sorprender de manera especial a un ser querido o que desearan ayudar a quienes estuvieran pasando por necesidades económicas. Además, se anunció que se tratarían diversas noticias curiosas, se realizaría una entrevista al personaje de la semana y se dispondría una mesa de debate en la que se discutirían los asuntos que más afectaran a la vida cotidiana de los espectadores.
No obstante, el programa se centró más en la actualidad social de la semana, con entrevistas a personajes famosos, mesas de debate político y social y el reality show No seas pesado, aunque dio cabida a otros contenidos ocasionalmente. De este modo, el género del entretenimiento se englobó dentro de este magacín semanal presentado por Emma García.

### Secciones fijas
- Fuego cruzado: Debate que contaba con dos bancadas formadas por contertulios progresistas y conservadores, capitaneados respectivamente por los periodistas Javier Sardà y Alfonso Merlos, que trataban los temas centrales del momento.
- Entrevista al personaje de la semana: Entrevista en profundidad a uno o dos personajes de actualidad social o cultural.[7]

### Secciones antiguas
- No seas pesado: Sección de telerrealidad en la que once aspirantes con exceso de peso debían mejorar su estado de salud a través de un programa de adelgazamiento basado en una dieta personalizada y ejercicio físico, todo ello bajo la atenta supervisión de un equipo médico y deportivo. Esta sección contaba con el entrenador personal Martin Giacchetta. La ganadora del mismo fue Ana Gil.

## Equipo técnico
- Producción: La Fábrica de la Tele

### Presentador
- (2013-2014)  Emma García

### Copresentador
- (2013-2014)   Alfonso Merlos

### Colaboradores
- (2013-2014)  Belén Esteban. Colaboradora.
- (2013-2014)  Tamara Gorro. Colaboradora.
- (2013-2014)  Antonio Montero. Colaborador.
- (2013-2014)  Carlota Corredera. Colaboradora.
- (2013-2014)  Marisa Martín Blázquez. Colaboradora.
- (2013-2014)  Gema López. Colaboradora.
- (2013-2014)  Rosa Villacastín. Colaboradora.
- (2013-2014)  Miriam Mateos. Psicóloga y experta en lenguaje no-verbal.
- (2013-2014)  Mila Ximénez. Colaboradora.
- (2013-2014)  Laura Fa. Colaboradora en Arucitys.
- (2013-2014)  Isabel Rábago. Colaboradora.
- (2013-2014)  María Patiño. Colaboradora.
- (2013-2014)  Chelo García-Cortés. Colaboradora.
- (2013-2014)  Kiko Hernández. Colaborador.
- (2013-2014)  Lydia Lozano. Colaboradora.
- (2013-2014)  Kiko Matamoros. Colaborador.
- (2013-2014)  Rosa Benito. Colaboradora.
- (2013-2014)  Terelu Campos. Colaboradora.
- (2013-2014)  Raquel Bollo. Colaboradora.
- (2013-2014)  Miguel Temprano. Colaborador.
- (2013-2014)  Gustavo González. Colaborador.

### Mesa de debate
- (2013-2014)  Pilar Rahola
- (2013-2014)  Javier Sardà
- (2013-2014)  Alfonso Merlos
- (2013-2014)  Eloísa Bercero
- (2013-2014)  Bibiana Fernández
- (2013-2014)  Rocío Ramos-Paúl
- (2013-2014)  Isabel Durán
- (2014)  Alfredo Urdaci

## Entrevistas al personaje de la semana
| Famoso                            | Famoso por...                                          | Semana |
| --------------------------------- | ------------------------------------------------------ | ------ |
| Ana Milán                         | Actriz                                                 | 1      |
| Fernando Guillén Cuervo           | Actor                                                  | 1      |
| David Bisbal                      | Cantante                                               | 2      |
| Paco León                         | Actores de la serie Aída                               | 2      |
| Melani Olivares                   | Actores de la serie Aída                               | 2      |
| Anabel Pantoja                    | Sobrina de Isabel Pantoja                              | 3      |
| Julián Contreras Junior           | Hijo de Carmen Ordóñez                                 | 3      |
| Mario Vaquerizo                   | Cantante del grupo Nancys Rubias                       | 3      |
| Ramón Basterra                    | Abuelo de Asunta (Caso Asunta Basterra)                | 4      |
| Paco Lobatón                      | Periodista                                             | 4      |
| Mila Ximénez                      | Colaboradora de Sálvame                                | 6      |
| José Antonio Canales Rivera       | Torero                                                 | 6      |
| Lara Alcázar                      | Activista de Femen                                     | 6      |
| Sofía Cristo                      | Hija de Bárbara Rey                                    | 7      |
| Fernando Ónega                    | Periodista                                             | 7      |
| Belén Esteban                     | Colaboradora de Sálvame                                | 8      |
| Nagore Robles                     | Concursante de Gran Hermano 11                         | 8      |
| Bimba Bosé                        | Sobrina de Miguel Bosé                                 | 9      |
| Olvido Hormigos                   | Exconcejala en Los Yébenes famosa por un video erótico | 9      |
| Belén Esteban                     | Colaboradora de Sálvame                                | 11     |
| Mónica Pont                       | Actriz y polemista                                     | 11     |
| Alaska y Mario Vaquerizo          | Matrimonio de cantantes                                | 12     |
| Luis Maria Ansón                  | Periodista y escritor                                  | 12     |
| Kiko Rivera                       | DJ, Hijo de Isabel Pantoja                             | 13     |
| Paco Lobatón                      | Periodista y presentador de televisión                 | 13     |
| Rosa Benito                       | Colaboradora de Sálvame, excuñada de Rocío Jurado      | 14     |
| Miguel Ángel Revilla              | Político                                               | 14     |
| Sonia Monroy                      | Cantante, actriz y bailarina                           | 15     |
| Rosario Mohedano                  | Cantante, sobrina de Rocío Jurado                      | 15     |
| Miguel Ángel Revilla              | Político                                               | 16     |
| Triana Ramos                      | Ex de Kiko Rivera                                      | 16     |
| Olvido Hormigos y Jesús Atahonero | Exconcejala de Los Yébenes y su marido                 | 17     |
| Olfo Bosé                         | Sobrino de Miguel Bosé                                 | 18     |
| Ángela Molina                     | Actriz española                                        | 18     |
| Lolita Flores                     | Cantante, hija de Lola Flores                          | 19     |
| José Coronado                     | Actor español                                          | 19     |
| Mercedes Milá                     | Periodista y presentadora de TV                        | 20     |
| Pilar Rahola                      | Periodista                                             | 20     |
| Miguel Ángel Revilla              | Político                                               | 20     |

## Apartado especial para la secciónNo seas pesado

### Entrenadores
- (2013) Martin Giacchetta[8]
- (2013) Javier Martínez López
- (2013) Eva Campos Navarro
- (2013) Jessica Expósito
- (2013) Laura Rosell
- (2013) Iván Alsina

### Jurado
- (2013) Cristina Tàrrega
- (2013) Josef Ajram
- (2013) Lluís Llongueras

### Concursantes del método no seas pesado
| Concursantes        | Lugar de residencia | Edad    | Semanas líder           | Semanas nominado/a | Peso inicial | Duración | Información            |
| ------------------- | ------------------- | ------- | ----------------------- | ------------------ | ------------ | -------- | ---------------------- |
| Ana Gil             | Cádiz               | 24 años | Nunca                   | 4.ª,6.ª            | 112,0 kg     | 66 días  | Ganadora (24,44%)      |
| Arturo Robisco      | Valencia            | 40 años | 2.ª, 3.ª, 4.ª, 6.ª, 7.ª | Nunca              | 126,2 kg     | 66 días  | 2.º Finalista (24,08%) |
| Olga Serrano        | Barcelona           | 31 años | Nunca                   | 2.ª, 6.ª, 8.ª      | 154,0 kg     | 66 días  | 3.ª Finalista (18,47%) |
| Kepa Fersán         | Bilbao              | 30 años | 1.ª                     | Nunca              | 144,2 kg     | 66 días  | 4.º Finalista          |
| Carlos Yoldi        | Valladolid          | ? años  | Nunca                   | Nunca              | 117,0 kg     | 66 días  | 5.os Finalistas        |
| Mariano Yoldi       | Valladolid          | ? años  | Nunca                   | Nunca              | 133,0 kg     | 66 días  | 5.os Finalistas        |
| Rosa Lorenzo        | Madrid              | 38 años | Nunca                   | 8.ª                | 98,9 kg      | 59 días  | 5.ª expulsión (29,56%) |
| Mª Begoña Fernández | Alicante            | 47 años | 5.ª, 7.ª                | 4.ª, 6.ª, 8.ª      | 110,0 kg     | 59 días  | 4.ª expulsión (48,73%) |
| Inma Molero         | Málaga              | 39 años | Nunca                   | 6.ª                | 122,0 kg     | 44 días  | 3.ª expulsión (40,82%) |
| David Aragón        | Málaga              | 31 años | Nunca                   | 4.ª                | 127,0 kg     | 30 días  | 2.ª expulsión          |
| Jesús Caballero     | Murcia              | 23 años | Nunca                   | 2.ª                | 142,0 kg     | 16 días  | 1.ª expulsión (64,98%) |

#### Posiciones semanales
|         | 1        | 2        | 3         | 4       | 5         | 6       | 7         | 8       | 9         | Final           |
| ------- | -------- | -------- | --------- | ------- | --------- | ------- | --------- | ------- | --------- | --------------- |
| Ana     | Undécima | Décima   | Novena    | Décima  | Novena    | Octava  | Séptima   | Octava  | Quinta    | Ganadora        |
| Arturo  | Quinto   | Primero  | Primero   | Primero | Cuarto    | Primero | Segundo   | Primero | Primero   | 2.º Finalista   |
| Olga    | Décima   | Undécima | Décima    | Novena  | Octava    | Novena  | Octava    | Séptima | Sexta     | 3.ª Finalista   |
| Kepa    | Primero  | Segundo  | Quinto    | Quinto  | Quinto    | Quinto  | Quinto    | Quinto  | Cuarto    | 4.º Finalista   |
| Carlos  | Tercero  | Tercero  | Segundo   | Tercero | Segundo   | Tercero | Cuarto    | Tercero | Tercero   | 5.os Finalistas |
| Mariano | Octavo   | Quinto   | Tercero   | Cuarto  | Tercero   | Cuarto  | Tercero   | Cuarto  | Segundo   | 5.os Finalistas |
| Rosa    | Segunda  | Cuarta   | Octava    | Sexta   | Sexta     | Sexta   | Sexta     | Sexta*  | Expulsada |                 |
| Begoña  | Cuarta   | Sexta    | Cuarta    | Segunda | Primera   | Segunda | Primera   | Segunda | Expulsada |                 |
| Inma    | Séptima  | Novena   | Séptima   | Octava  | Séptima   | Séptima | Expulsada |         |           |                 |
| David   | Noveno   | Octavo   | Sexto     | Séptimo | Expulsado |         |           |         |           |                 |
| Jesús   | Sexto    | Séptimo  | Expulsado |         |           |         |           |         |           |                 |

#### Estadísticas semanales
|         | 1      | 2        | 3         | 4        | 5         | 6        | 7         | 8         | 9          | Final           |
| ------- | ------ | -------- | --------- | -------- | --------- | -------- | --------- | --------- | ---------- | --------------- |
| Ana     | Entra  | Salvada  | Exenta    | Nominada | Exenta    | Salvada  | Exenta    | Nominada  | Finalista  | Ganadora        |
| Arturo  | Entra  | Inmune   | Exento    | Inmune   | Exento    | Inmune   | Exento    | Inmune    | Finalista  | 2.º Finalista   |
| Olga    | Entra  | Nominada | Exenta    | Salvada  | Exenta    | Nominada | Exenta    | Nominada  | Finalista  | 3.ª Finalista   |
| Kepa    | Entra  | Salvado  | Exento    | Salvado  | Exento    | Salvado  | Exento    | Salvado   | Finalista  | 4.º Finalista   |
| Gemelos | Entran | Salvados | Exentos   | Salvados | Exentos   | Salvados | Exentos   | Salvados  | Finalistas | 5.os Finalistas |
| Rosa    | Entra  | Salvada  | Exenta    | Salvada  | Exenta    | Salvada  | Exenta    | Nominada* | Expulsada  |                 |
| Begoña  | Entra  | Salvada  | Exenta    | Nominada | Exenta    | Nominada | Exenta    | Nominada  | Expulsada  |                 |
| Inma    | Entra  | Salvada  | Exenta    | Salvada  | Exenta    | Nominada | Expulsada |           |            |                 |
| David   | Entra  | Salvado  | Exento    | Nominado | Expulsado |          |           |           |            |                 |
| Jesús   | Entra  | Nominado | Expulsado |          |           |          |           |           |            |                 |

## Audiencias

### Temporada 1: 2013 - 2014
| Programas emitidos. | Programas emitidos. | Programas emitidos.                                                      | Programas emitidos.      | Programas emitidos. |
| N.º (serie)         | N.º (temp.)         | Título                                                                   | Fecha de emisión         | Audiencia           |
| ------------------- | ------------------- | ------------------------------------------------------------------------ | ------------------------ | ------------------- |
| 1                   | 1                   | «Kepa consigue el primer puesto»                                         | 7 de septiembre de 2013  | 953.000 (9,0%) m    |
| 2                   | 2                   | «Entrevista a David Bisbal»                                              | 14 de septiembre de 2013 | 970.000 (9,8%)      |
| 3                   | 3                   | «Entrevista a Julián Contreras y Mario Vaquerizo»                        | 21 de septiembre de 2013 | 1.051.000 (10,3%)   |
| 4                   | 4                   | «Entrevista al abuelo paterno de Asunta Basterra»                        | 28 de septiembre de 2013 | 1.543.000 (13,8%)   |
| 5                   | 5                   | «Novedades en el (Caso Asunta Basterra)»                                 | 5 de octubre de 2013     | 1.303.000 (11,8%)   |
| 6                   | 6                   | «Entrevista a Mila Ximénez y Lara Alcázar»                               | 12 de octubre de 2013    | 1.376.000 (12,2%)   |
| 7                   | 7                   | «Belén Esteban habla sobre su entrevista»                                | 19 de octubre de 2013    | 1.477.000 (12,4%)   |
| 8                   | 8                   | «Raúl del Pozo habla sobre el caso Bárcenas»                             | 26 de octubre de 2013    | 1.125.000 (9,1%)    |
| 9                   | 9                   | «La carta de Rosario Porto»                                              | 2 de noviembre de 2013   | 1.471.000 (12,7%)   |
| 10                  | 10                  | «Primeras declaraciones del yerno de Isabel Pantoja»                     | 9 de noviembre de 2013   | 1.376.000 (11,3%)   |
| 11                  | 11                  | «Belén Esteban presenta su libro»                                        | 16 de noviembre de 2013  | 1.338.000 (15,4%)   |
| 12                  | 12                  | «Alaska y Mario Vaquerizo, aniversario de bodas»                         | 23 de noviembre de 2013  | 1.291.000 (10,6%)   |
| 13                  | 13                  | «Kiko Rivera visita el plató»                                            | 30 de noviembre de 2013  | 1 548 000 (12,4%)   |
| 14                  | 14                  | «Rosa Benito habla de la difícil situación con Amador»                   | 7 de diciembre de 2013   | 2.075.000 (17,3%) M |
| 15                  | 15                  | «La guerra de Chayo»                                                     | 14 de diciembre de 2013  | 1.924.000 (15,0%)   |
| 16                  | 16                  | «Entrevista a Triana, exnovia de Kiko Rivera»                            | 11 de enero de 2014      | 2.135.000 (16,1%)   |
| 17                  | 17                  | «El marido de Olvido Hormigos da la cara»                                | 18 de enero de 2014      | 1.819.000 (13,6%)   |
| 18                  | 18                  | «Olfo Bosé responde a su abuela Lucía Bosé»                              | 25 de enero de 2014      | 1.562.000 (12,4%)   |
| 19                  | 19                  | «Ortega Lara revelará su experiencia durante su cautiverio y liberación» | 1 de febrero de 2014     | 1.677.000 (12,3%)   |
| 20                  | 20                  | «Entrevista a Mercedes Milá y Pilar Rahola»                              | 8 de febrero de 2014     | 1.741.000 (12,9%)   |

- M Máximo histórico
- m Mínimo histórico

### Audiencia media
| Edición              | Fecha       | Cadena    | Espectadores | Share |
| -------------------- | ----------- | --------- | ------------ | ----- |
| Abre los ojos y mira | 2013 - 2014 | Telecinco | 1 394 000    | 12,5% |